# Ромодановский, Иван Борисович
Князь Иван Борисович Ромодановский — московский дворянин и воевода во времена правления Ивана IV Васильевича Грозного.
Из княжеского рода Ромодановские. Третий сын князя Бориса Васильевича Ромодановского. Имел братьев, князей: Василия по прозванию «Трегуб», Фёдора, Петра по прозванию «Шарап», Михаила и Петра Меньшого Борисовичей.

## Биография
В 1550 году третий воевода в Василь-городе. В этом же году упомянут тысячником третьей статьи из Стародубских князей. В октябре 1551 года записан сорок восьмым в третью статью московских дворян. В октябре 1552 года при осаде Казани и взятии её приступом, поставлен первым воеводой за рекой Казанка на Галичской дороге близ Безболды, для недопущения помощи казанцам и препятствованию отхода татарских войск с их царём из Казани. В феврале 1555 года упомянут писцом дворцовые сёл и деревень в Московском уезде. В 1556-1557 годах годовал вторым воеводой в Свияжске. В 1558—1559 годах писец в Переславском уезде. В 1562—1563 годах первый писец в Переславле-Залесском. В 1563—1564 годах писец в Галичском уезде. В 1565 году попал в опалу и был сослан в Казань «на житие», где имел свой двор.
Умер до 1569 года, когда по нём был сделан вклад в Кирилло-Белозерский монастырь: шатер, платья и всякой рухляди на 50 рублей. Перед смертью принял иночество с именем Мардарей. Погребён в Троице-Сергиевом монастыре.
По родословной росписи показан бездетным.

## Критика
П. Н. Петров в «Истории родов русского дворянства» показывает дату смерти князя Ивана Борисовича — 1545 год, но все службы князя Ивана Борисовича начинаются с 1550 года. Вероятно, что в дату смерти вкралась опечатка.